# A Maldív-szigetek világörökségi helyszínei
A Maldív-szigetek területéről eddig egy helyszín sem került fel a világörökségi listára, egy helyszín a javaslati listán várakozik felvételre. 
| Megnevezés                           | Kép | Típus      | Kritérium       | Év   | Link |
| ------------------------------------ | --- | ---------- | --------------- | ---- | ---- |
| A Maldív-szigetek korallkő mecsetjei |     | Kulturális | II, III, IV, VI | 2013 |      |